# Larry Rhoden
Larry Rhoden (nascido em 5 de fevereiro de 1959) é um representante de estado e ex-senador estadual da Dakota do Sul. Ele é atualmente o 39º vice-governador da Dakota do Sul, desde o ínicio de 2019.

## Vida pessoal e educação
Rhoden vive em Union Center na Dakota do Sul. Ele é casado com Sandy e eles têm quatro filhos. Rhoden se formou na Sunshine Bible Academy em 1977 e é um fazendeiro. Anteriormente, ele serviu na Guarda Nacional de Dakota do Sul entre 1978 e 1985.